# Fraude eleitoral
Uma fraude eleitoral é a intervenção deliberada numa eleição com o propósito de impedir, anular ou modificar os resultados reais, favorecendo ou prejudicando alguma candidatura, partido ou coligação. Outra maneira de fraude ou crime pode ser através da compra de votos que ocorrem com o uso de dinheiro ou de tickets de gasolina dados aos eleitores.

## História
Entre 1987 e 1988, a CIA comprou vários candidatos contra Jean-Bertrand Aristide e patrocinou o primeiro golpe contra ele.
Durante a reeleição de Boris Iéltsin o governo norte-americano facilitou empréstimo de baixo custo através do FMI em troca de privatização e este dinheiro foi usado em pagamento de dívidas com custos trabalhistas.
O governo norte-americano também tem apoiado publicamente candidatos mais soft nas eleições israelenses como Shimon Peres e Ehud Barak contra Benjamin Netanyahu em 1996 e 1999.
Os Estados Unidos também pagaram a campanha eleitoral de Vojislav Kostunica, proibiram empresas norte-americanas de comercializarem com sérvios, adotaram sanções contra qualquer instituição do mundo que comercializassem com aquele país além de bombardear a Iugoslávia com a finalidade de evitar um segundo mandato de Slobodan Milosevic.

## Tipos de fraude eleitoral
A estrutura do processo eleitoral pode ser dividida em cinco etapas distintas:
- o cadastramento ou alistamento de eleitores,
- registro,
- a votação,
- a apuração e,
- o total de pessoas

Existe a possibilidade de ocorrência de fraudes eleitorais em uma ou mais etapas do processo. Considerando os dois sistemas de votação existentes, as técnicas de fraude eleitoral mais comum são:

### Votação Manual
- Eleitorado fantasma: incluir nomes de eleitores inexistentes no Cadastro Nacional de Eleitores, passar o direito de voto para nomes de pessoas proibidas de votar ou manter como ativos eleitores já falecidos, para que de alguma forma alguém, de carne-e-osso, vote no lugar deles (Voto fantasma).
- Substituição de eleitores: consiste em fazer com que uma pessoa vote em lugar de outra ou outras, por exemplo, passando por pessoas falecidas.
- Compra de votos ou coacção sobre eleitores para impedir que livremente elejam candidatos ou opções propostas na votação.
- Roubo de urnas eleitorais ou boletins eleitorais antes de serem devidamente apurados e contados.
- Adulteração das actas eleitorais modificando os números dos resultados reais.
- Substituição de boletins eleitorais, actas, etc.
- Introdução de boletins pré-preenchidos nas urnas
- Quebra de corrente propositada fazendo com que os sistemas de cálculo eletrônicos possam ser manipulados através da substituição de valores em bases de dados.
- Suborno das pessoas que contam os votos.

### Votação Eletrônica
São possíveis as seguintes modalidades de fraudes potenciais em votação eletrônica:
- O eleitor fantasma - idem à fraude em votação manual
- Clonagem de urnas eletrônicas - adulteração das "Tabelas de Correspondência Esperadas" para permitir a introdução de resultados falsos produzidos em urnas normais que não seriam utilizadas na eleição.
- Voto-de-cabresto pós-moderno - coação de eleitores sob o argumento de que o voto nas urnas eletrônicas serão identificados.
- Compra de votos - idem votação manual. O eleitor coagido é induzido a fotografar a tela da urnas eletrônica para comprovar o voto.
- Engravidar urnas ou fraude do mesário - os mesários inserem votos no lugar de eleitores ausentes. Possível mesmo com as urnas biométricas.
- Eleitor Anulado - o mesário anula o voto que faltam para eleitores que demoraram muito (mais de um minuto, por exemplo) a completar a votação.
- Candidato nulo - os operadores do sistema "esquecem" de incluir o registro do candidato no sistema. O candidato não será eleito.
- Candidato de protesto - ver voto de protesto - candidato peculiar inscrito para atrair o antigo voto de protesto que não é mais possível com as urnas eletrônicas.
- Adulteração do programas (software) das urnas - se a adulteração for feita pelos próprios programadores do sistema, fica impossível de ser detectada.
- Voto cantado - provocar a falha na leitura dos disquetes de resultados, para substituir esses resultados por outros produzidos no sistema de Voto Cantado que é usado após a eleição.
- Ataque final - adulteração do banco de dados com os resultados (pode deixar muitas pistas).